# Джугастра
Джуга́стра (укр. Джугастра) — село на Украине, находится в Крыжопольском районе Винницкой области.
Код КОАТУУ — 0521982001. Население по переписи 2001 года составляет 724 человека. Почтовый индекс — 24620. Телефонный код — 4340.
Занимает площадь 3,778 км².

## Религия
В селе действует храм Святого Василя Великого Крыжопольского благочиния Могилёв-Подольской епархии Украинской православной церкви.

## Адрес местного совета
24620, Винницкая область, Крыжопольский р-н, с. Джугастра, ул. Тельмана, 115а